# 拉特福德冰流

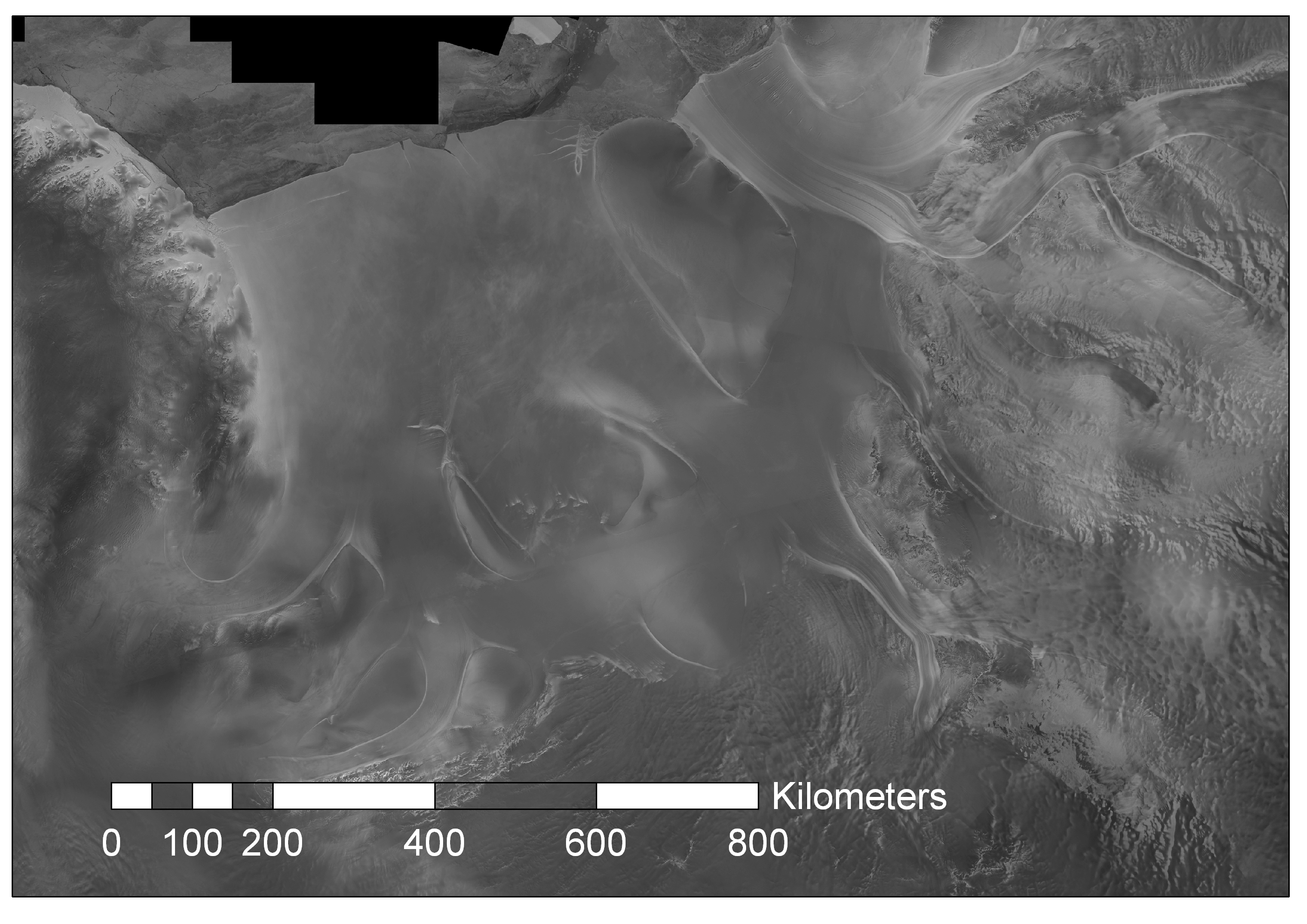

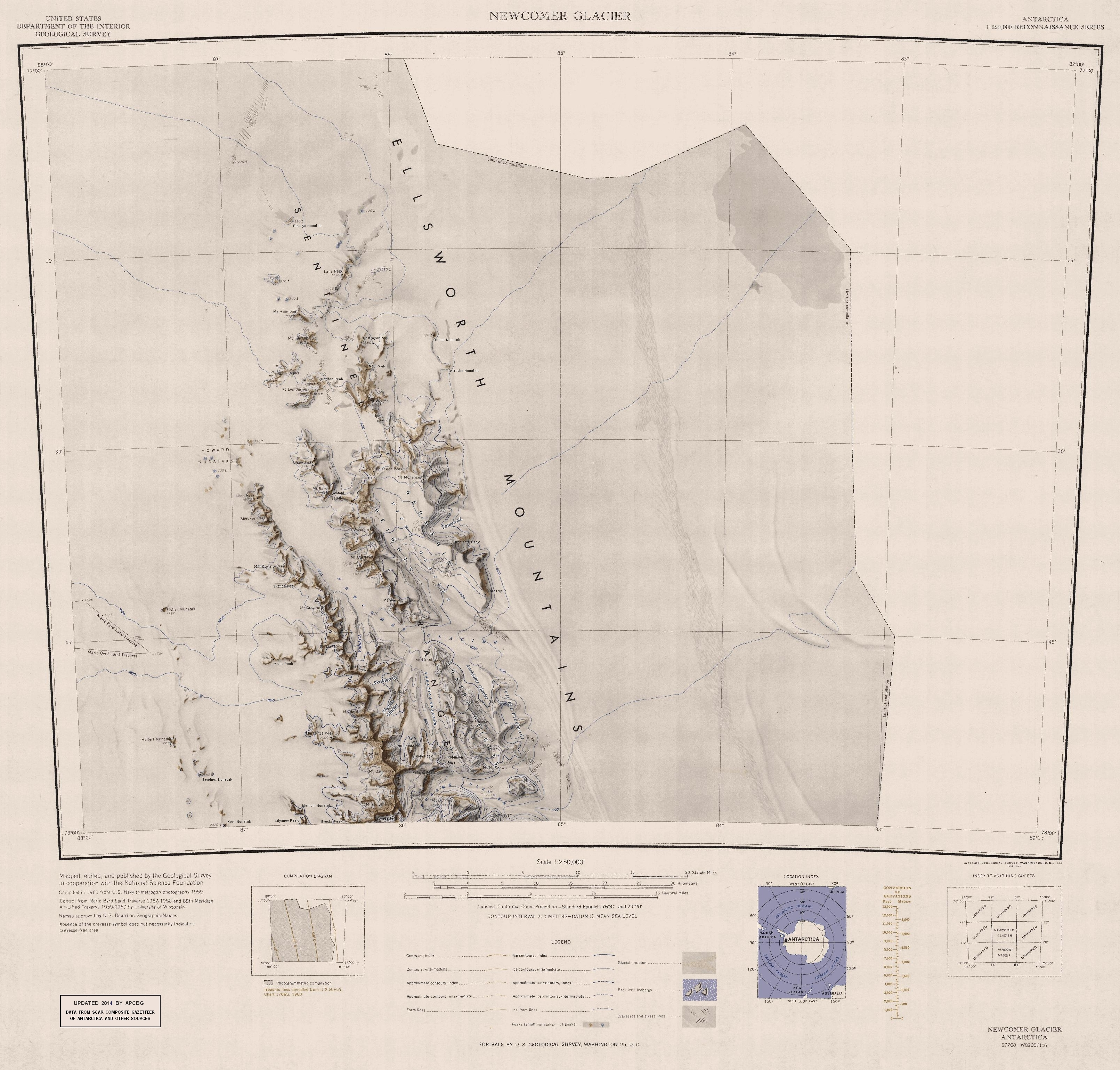

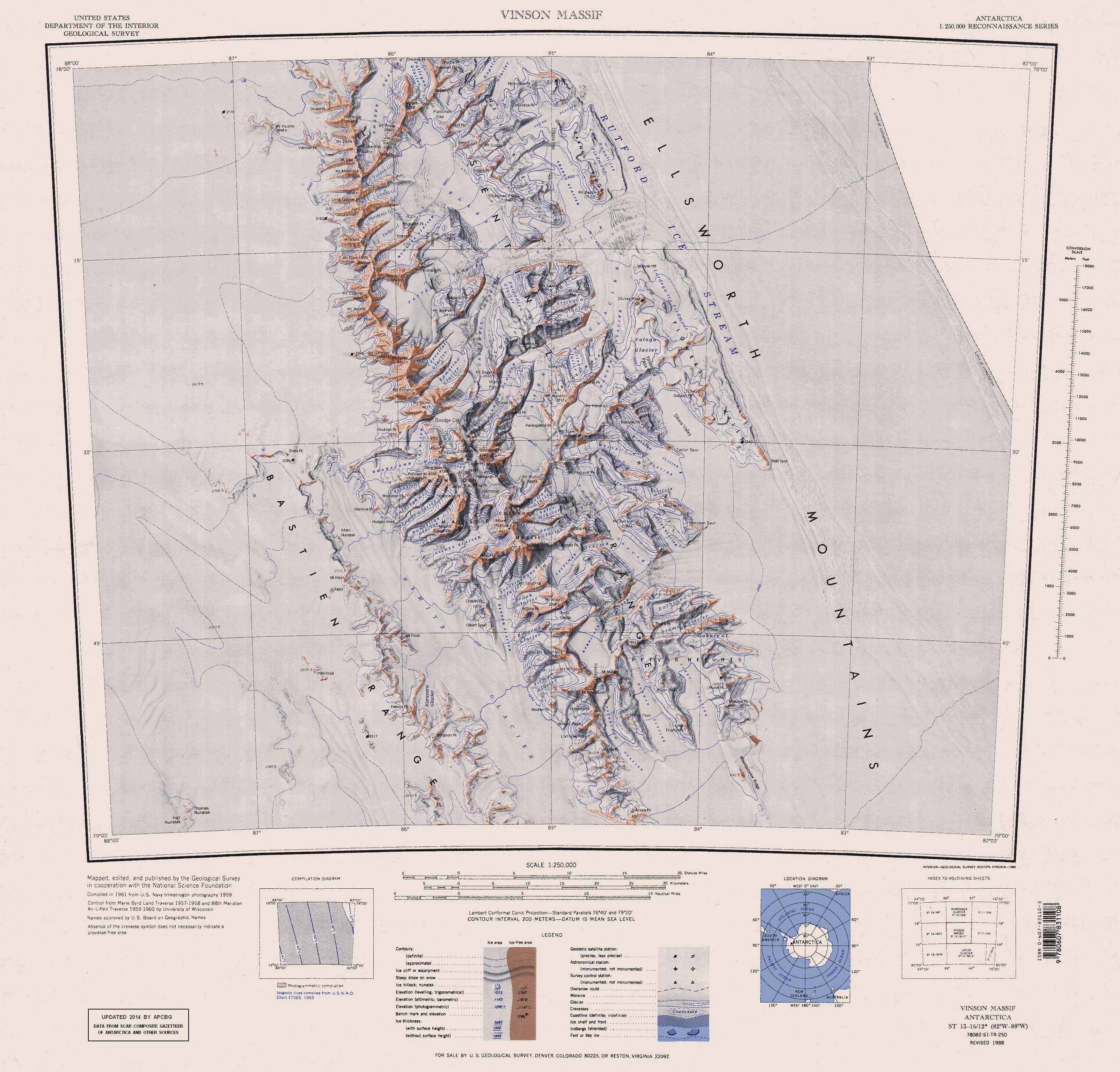

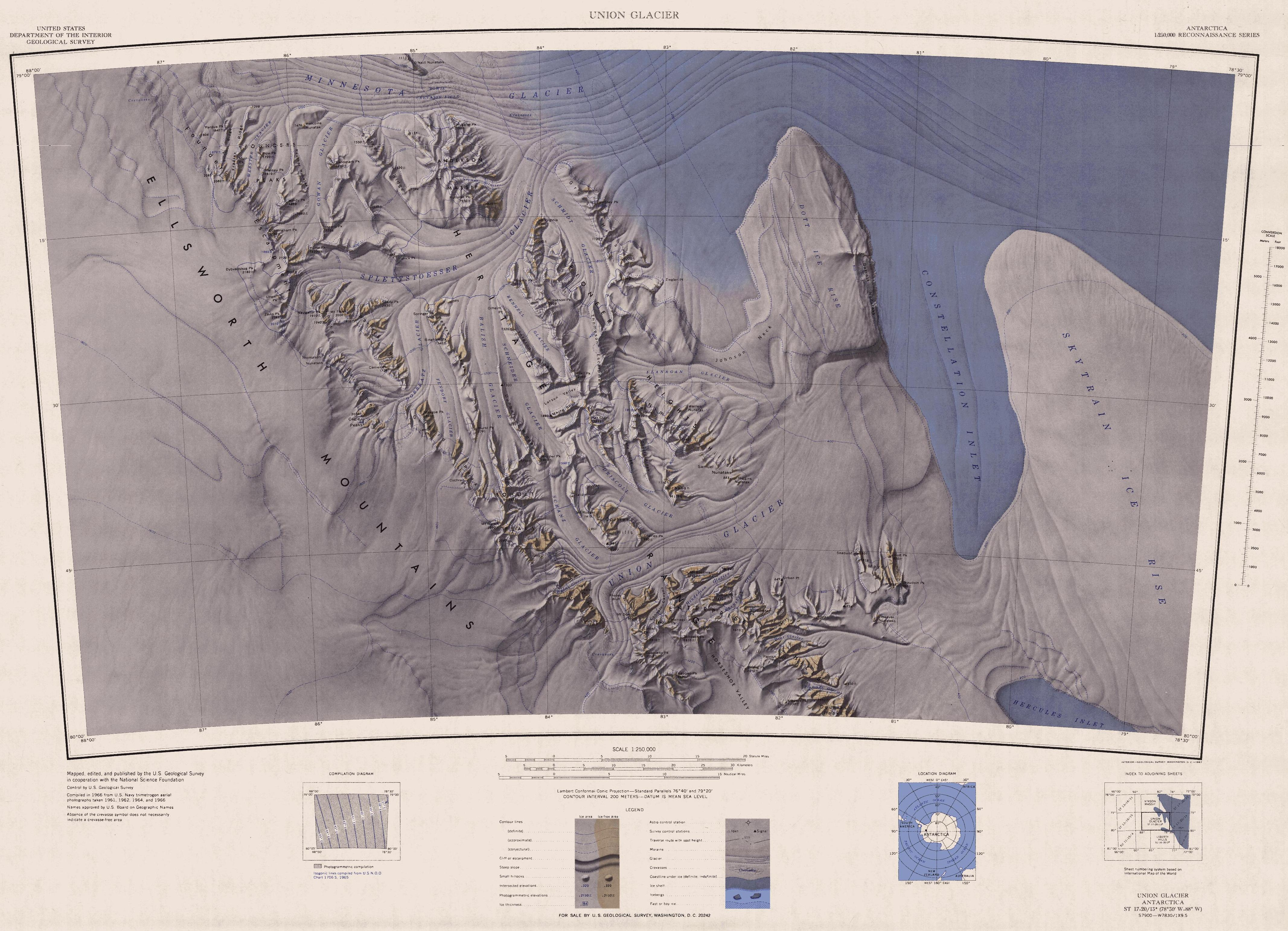

拉特福德冰流（英語：Rutford Ice Stream）是南極洲的冰流，全長約180英里、寬約15英里，流經森蒂納爾嶺、埃爾斯沃思山脈和弗萊徹冰隆，最終注入菲爾希納-龍尼冰棚，現時由南極條約體系管理。